# Condado de Teton (Idaho)
O Condado de Teton é um dos 44 condados do Estado americano do Idaho. A sede do condado é Driggs, que é também a sua maior cidade. O condado tem uma área de 1167 km² (dos quais 1 km² está coberto por água), uma população de 5999 habitantes, e uma densidade populacional de 5,1 hab/km² (segundo o censo nacional de 2000). O condado foi fundado em 1915. Recebeu o seu nome a partir da Cordilheira Teton.